# Tre-Gwehelydd

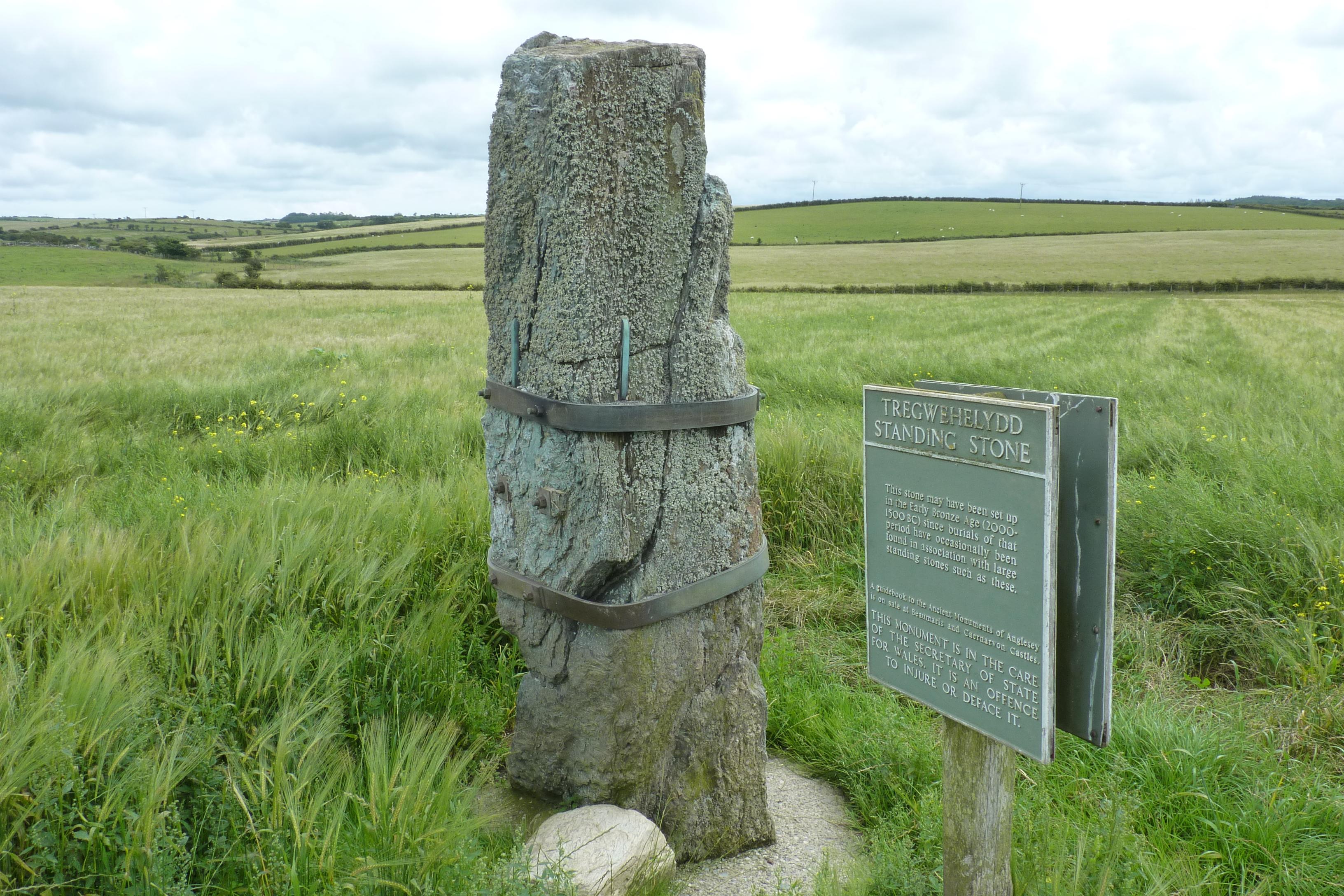
Tre-Gwehelydd

Tre-Gwehelydd (auch Tregwehelydd, Maen-y-Gored oder Maen y Goron genannt) ist ein etwa 2,4 m hoher, weithin sichtbarer zerbrochener Menhir (englisch Standing Stone – walisisch Maen hir) unweit des Flusses Afon Alaw, südwestlich von Llantrisant im Westen der Insel Anglesey in Wales.
Der in drei Teile zerbrochene, unter Schutz stehende quaderartige Stein wird seit 1969 von zwei Metallbändern gehalten. Ein zweiter Stein, von ähnlichen Dimensionen, liegt in der Nähe.
In der Nähe liegt südlich die Megalithanlage von Presaddfed.